# بریتن (داکوتای جنوبی)
بریتن(به انگلیسی: Britton) شهری در ایالت داکوتای جنوبی کشور ایالات متحده آمریکا است که جمعیت آن در سرشماری سال ۲۰۱۰ میلادی، ۱٬۲۴۱ نفر بوده‌است.